# Понтсайтъя
Понтсайтъя (устар. Понтсайт-Я) — река в Берёзовском районе Ханты-Мансийского автономного округа. Устье находится в 26 км от устья Туяхланьи по правому берегу. Длина реки — 12 км.

## Данные водного реестра
По данным государственного водного реестра России относится к Нижнеобскому бассейновому округу, водохозяйственный участок реки — Северная Сосьва, речной подбассейн реки — Северная Сосьва. Речной бассейн реки — (Нижняя) Обь от впадения Иртыша.